# Filipendula glaberrima
Filipendula glaberrima är en rosväxtart som beskrevs av Takenoshin Nakai. Filipendula glaberrima ingår i släktet älggrässläktet, och familjen rosväxter. Inga underarter finns listade i Catalogue of Life.